# Луис Лус
Луис дос Сантос Лус (29. новембар 1909. — 27. август 1989) био је бразилски фудбалер. Играо је за репрезентацију Бразила.